# Libice nad Doubravou
Libice nad Doubravou (německy Libitz an der Doubrawa) je městys v okrese Havlíčkův Brod v Kraji Vysočina. Žije zde 858 obyvatel.
V roce 2002 zvítězila Libice v krajské soutěži Vesnice roku.

## Historie
První písemná zmínka o obci pochází z roku 1146. Předpokládá se však, že byla založena již v 10. století na Libické stezce, kupecké stezce, která spojovala Čechy s Moravou. Původně byla v obci tvrz obývaná strážci stezky v čele s Ljubjatou, od jehož jména je pravděpodobně odvozen název jak obce, tak stezky. Po změně trasy stezky ztratila Libice na významu.
Asi roku 1148 kníže Vladislav II. potvrdil darování Libického újezdu spolu s Libicí nad Doubravou olomouckému kostelu. Farní ves měla velký význam, který ale poklesl založením Chotěboře. Před dobou husitství patřila obec ke klášteru ve Vilémově, později jako zástavní majetek Trčkům z Lípy k hradu Lichnici a Lipnici. V 16. století pak ke Světlé nad Sázavou.
Ke Světlé nad Sázavou patřila obec do roku 1597. Poté k panství Nový Studenec a často měnila majitele (Vlachyňové z Říčan, z Náchoda, z Roupova, Kustošové za Zubří a Lipky)
Kolem roku 1700 koupil Libici Karel Josef Zumsand ze Sandbergu a vytvořil zde nový statek, ke kterému patřil Horní Sokolovec, Dolní Sokolovec a Libická Lhotka. Roku 1709 získává statek Václav Rudolf Haugvic z Biskupic, který zde staví zámek. Jako majitel následuje František Jáchym Haugvic z Biskupic a následně obec střídá majitele z rodů Kustošů ze Zubří, Metternichů a Buttlerů.
V roce 1741 obec spravoval Ferdinand Adam Kustoš ze Zubří, pak se majitelé rychle střídají. Roku 1759 obec vlastní Václav František Heymerle, a v roce 1775 od Laryšů ze Lhoty kupuje statek Antonín Leopold Boleslavský z Rittersteinu.
7. září 1795 byla obec povýšena dekretem Františka II. na městys. Stalo se tak na základě žádosti majitele rytíře
Benedikta Rafaela z Rittersteinu, syna majitele obce. V té době se tu pořádaly dva výroční a čtyři dobytčí trhy.
Rittersteinům patřila Libice až do roku 1907, kdy zemřela Emilie Boleslavská z Rittersteinu a majetek přešel na jejího synovce L. Karla Gürtlera z Kleebornu. Od posledního majitele Jaroslava Hostana byl v roce 1948 majetek převzat státem. Starožitnosti, hlavně zbraně ze zámku byly převezeny do Žlebů a do Prahy. Dnes je zámek v soukromém vlastnictví.
V polovině 19. století měla obec dva hostince, mlýn s pilou, vinopalnu, pivovar, draslovnu a ovčín. Koncem 19. století přibyla brusírna skla, cihelna, další dva mlýny a pila.
V letech 1976-1990 sem patřil jako místní část Bezděkov. Od 1. července 1985 sem přísluší jako místní část vesnice Barovice.
Od 10. října 2006 byl obci vrácen status městyse.
Obec Libice nad Doubravou v roce 1998 obdržela ocenění v soutěži Vesnice Vysočiny, konkrétně získala Bílou stuhu za činnost mládeže. Obec Libice nad Doubravou v roce 2002 obdržela ocenění v soutěži Vesnice Vysočiny, konkrétně získala ocenění zlatá stuha, tj. vítěz, který postoupil do celostátního kola a obec se stala Vesnicí Vysočiny. Obec Libice nad Doubravou v roce 2013 obdržela ocenění v soutěži Vesnice Vysočiny, konkrétně získala ocenění diplom za podporu využívání volného času. Obec Libice nad Doubravou v roce 2014 obdržela ocenění v soutěži Vesnice Vysočiny, konkrétně získala ocenění diplom za plnohodnotnou péči o místní části.

## Přírodní poměry
Západně od vesnice se nachází přírodní rezervace Svatomariánské údolí.

## Obyvatelstvo
| Rok            | 1869  | 1880  | 1890  | 1900  | 1910  | 1921  | 1930  | 1950  | 1961  | 1970 | 1980 | 1991 | 2001 | 2006 | 2014 |
| -------------- | ----- | ----- | ----- | ----- | ----- | ----- | ----- | ----- | ----- | ---- | ---- | ---- | ---- | ---- | ---- |
| Počet obyvatel | 1 904 | 1 939 | 1 788 | 1 752 | 1 765 | 1 762 | 1 519 | 1 137 | 1 110 | 999  | 890  | 845  | 850  | 851  | 857  |

## Památky
- Kostel sv. Jiljí - nejstarší památka v obci, první písemná zmínka je z 12. století. Jeho střední je část je románského původu. V kostele je křtitelnice údajně ze 14. století. U kostelní zdi jsou památné náhrobní kameny (jeden z 16. století).
- Barokní zámek - původně z 18. století, v 19. století byl rozšířen a pseudogoticky přestavěn. Nyní je v zanedbaném stavu, ale protože má nového vlastníka, očekává se, že bude opraven.
- Pilnův statek - z konce 18. století, rekonstruovaný v roce 1869. Obec jej v roce 1996 zakoupila s cílem ho uchovat jako poslední typické selské stavení. S přispěním státu se záměr zdařil a dnes slouží jako turistická ubytovna a centrum místní kultury. Stodola je upravena pro pořádání společenských a kulturních akcí, např. koncertů, i soukromých akcí, jako jsou svatby, oslavy jubileí apod.

### Ostatní pamětihodnosti
- Mariánský sloup z počátku 18. století, po celkové opravě byl v roce 2002 přesunut zpět na náměstí.
- Socha sv. Jana Nepomuckého z roku 1883 s podstavcem z roku 1729
- Škola - první zmínka o místním školství je z roku 1700. V roce 1864 byla na náměstí postavena jednopatrová budova obecné školy. V roce 1894 byla o jedno patro rozšířena do dnešní podoby. Nyní školu navštěvuje přibližně 50 dětí.

## Fotogalerie

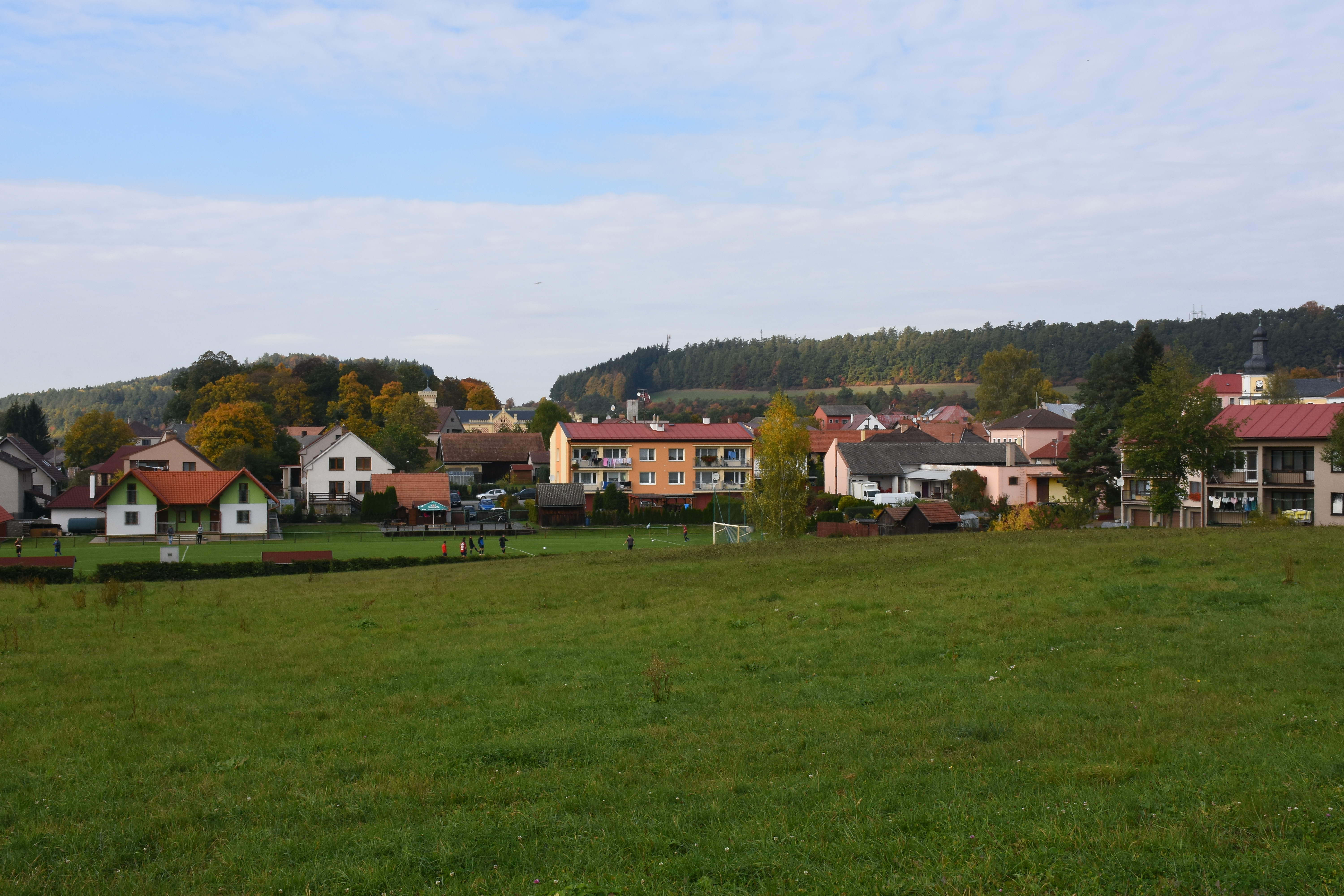
Pohled z cesty do Libické Lhotky
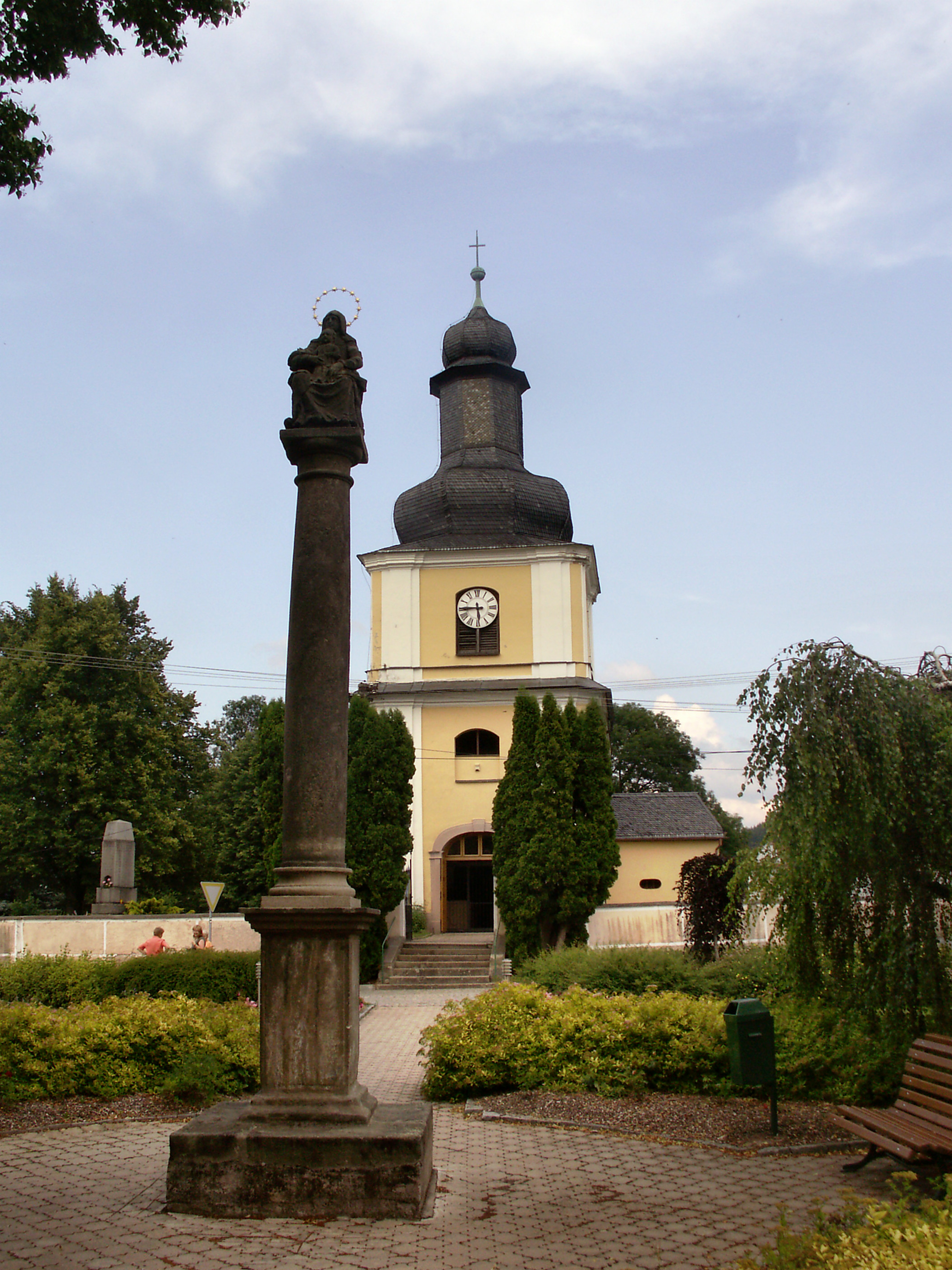
Mariánský sloup s kostelem
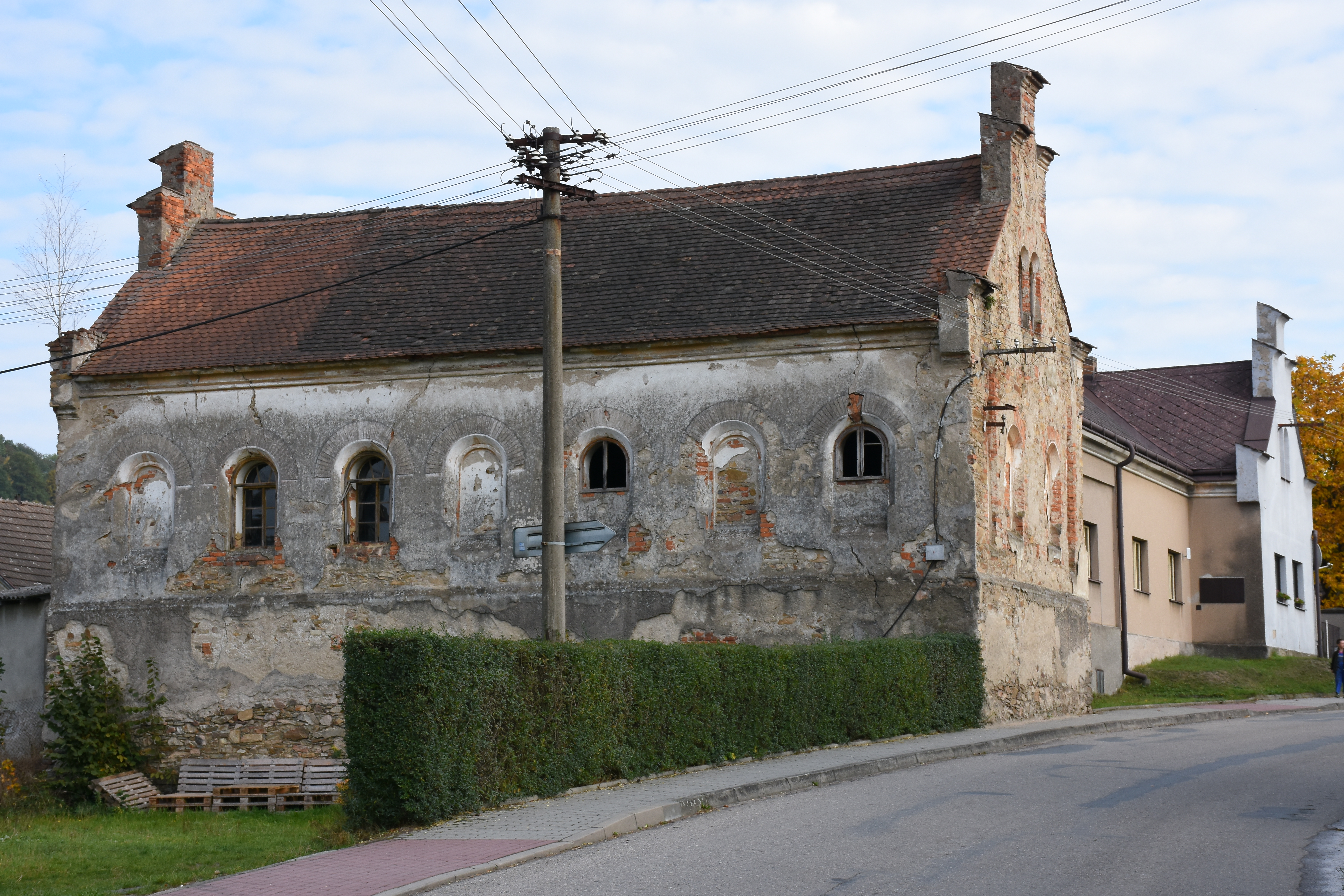
Statek
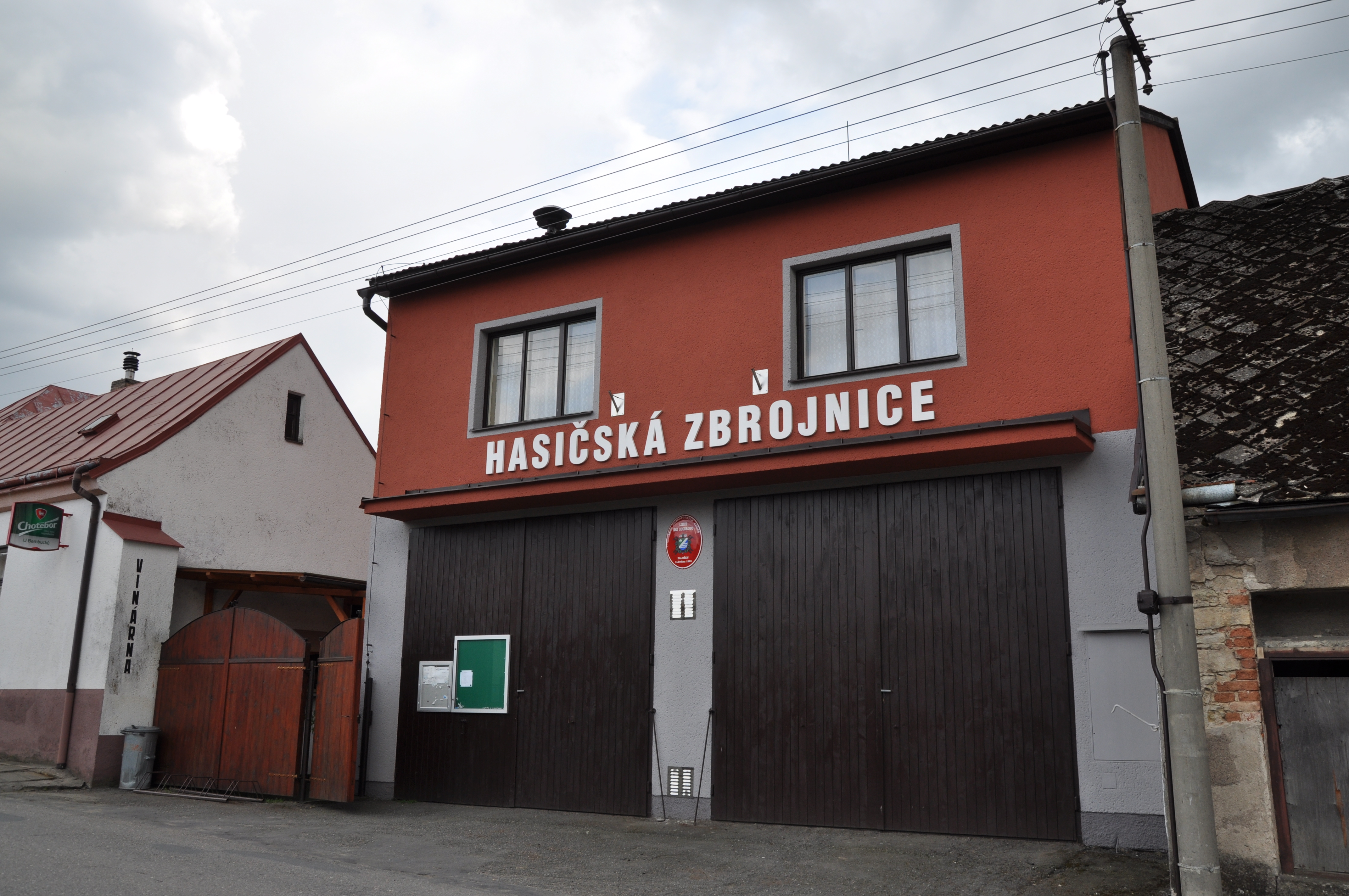
Hasičská zbrojnice

## Části obce
- Libice nad Doubravou
- Barovice
- Chloumek
- Kladruby
- Křemenice
- Lhůta
- Libická Lhotka
- Malochyně
- Nehodovka
- Spálava

## Slavní rodáci
- Čeněk Jůzl († 1916) - kněz, národní buditel a divadelní ochotník
- Jiří Horník (1916-1961) - malíř